# ウィンザー駅 (バーモント州)
ウィンザー駅（英語：Windsor Station）は、アメリカ合衆国バーモント州ウィンザー デポ・アヴェニュー26にある駅。 全米各地を結ぶ旅客鉄道のアムトラックが乗り入れている。

## 概要
当駅は18世紀後半から現在までさかのぼる建物が立ち並ぶ主要道路であるメイン・ストリートとステート・ストリートの交差点のすぐ東に位置している。

## 利用可能な鉄道路線／列車
アムトラックの停車する列車は下記の通り。
セントオールバンズとワシントン間の昼行長距離列車バーモンター号…1日1往復停車